# Sérgio de Assis Brasil
Sérgio de Assis Brasil, (São Gabriel, 2 de agosto de 1947 – Santa Maria, 26 de dezembro de 2007), foi um jornalista,apresentador, cineasta, produtor e advogado brasileiro, atuando também como diretor de jornalismo da RBS TV Santa Maria.

## Carreira
Sérgio nasceu em São Gabriel, porém, ainda pequeno, muda-se para Santa Maria, para completar os seus estudos no Colégio Santa Maria. Logo após, escolhe cursar Direito na UFSM, no ano de 1971.
Mas já nessa época, trabalhava em radionovelas, como produtor e ator com diversos companheiros de turma.
Sua paixão pelo cinema o leva a criar cineclubes na cidade e à produção dos primeiros curtas-metragens e documentários para a Universidade Federal de Santa Maria, onde atuou como professor e diretor da TV.
Já Formado em direito, trabalhou na época como diretor de jornalismo da RBS TV de Santa Maria, onde produziu uma série de documentários.
No ano de 2007, ele coordenava a TV Campus, da UFSM, a qual foi um dos fundadores da mesma.
Também era assessor de imprensa da Faculdade de Direito de Santa Maria.
Assim como finalizava um de seus maiores projetos, a direção do longa-metragem Manhã Transfigurada, filmado em 2002 e baseado na obra de seu primo, o escritor Luiz Antonio de Assis Brasil.
Porém, sua morte repentina em dezembro de 2007, o impediu de ver seus filme estreiar no cinema.
Sérgio deixa um legado a cultura da cidade de Santa Maria, como o pioneirismo na área do audiovisual, relevância essa que se estende ao estado do Rio Grande do Sul, através da educação e formação de diversos talentos hoje do mundo televiso que foram seus alunos.
A Câmara de Vereadores de Santa Maria criou o prêmio “Troféu Sérgio de Assis Brasil” que anualmente é concedido a uma personalidade da cidade que se destaca na área da comunicação.
Assim como um dos estúdios da TV Campus, leva as suas iniciais em sua homenagem- o “estúdio SAB”.
A biblioteca audiovisual da cidade de Santa Maria, também leva o nome de Biblioteca Sérgio de Assis Brasil.
Foi casado com a artista plástica Ana Maria Bragança Moraes de Assis Brasil, com quem teve os filhos: Gustavo, Tiago e Renata.